# Altındağ
Altındağ, Ankara tartomány egyik körzete Törökországban, Ankara egyik kerülete. A város és egyben a körzet népessége 2008-ban 367 812 fő volt. Altındağ Ankara régi városrészét, az egykori Angorát öleli fel, itt található többek között az ankarai vár is, de számos szeldzsuk- és oszmán-kori mecset, törökfürdő, római kori fürdő is megtekinthető. Itt található az Etnográfiai Múzeum, a Köztársaság-múzeum és az Állami Szépművészeti Múzeum valamint a köztársaság alapítását ünneplő Győzelem-emlékmű (Zafer Anıtı). A körzet ad otthont a Türk Telekom központjának és az Ankarai Egyetem Mezőgazdasági Tanszékének.

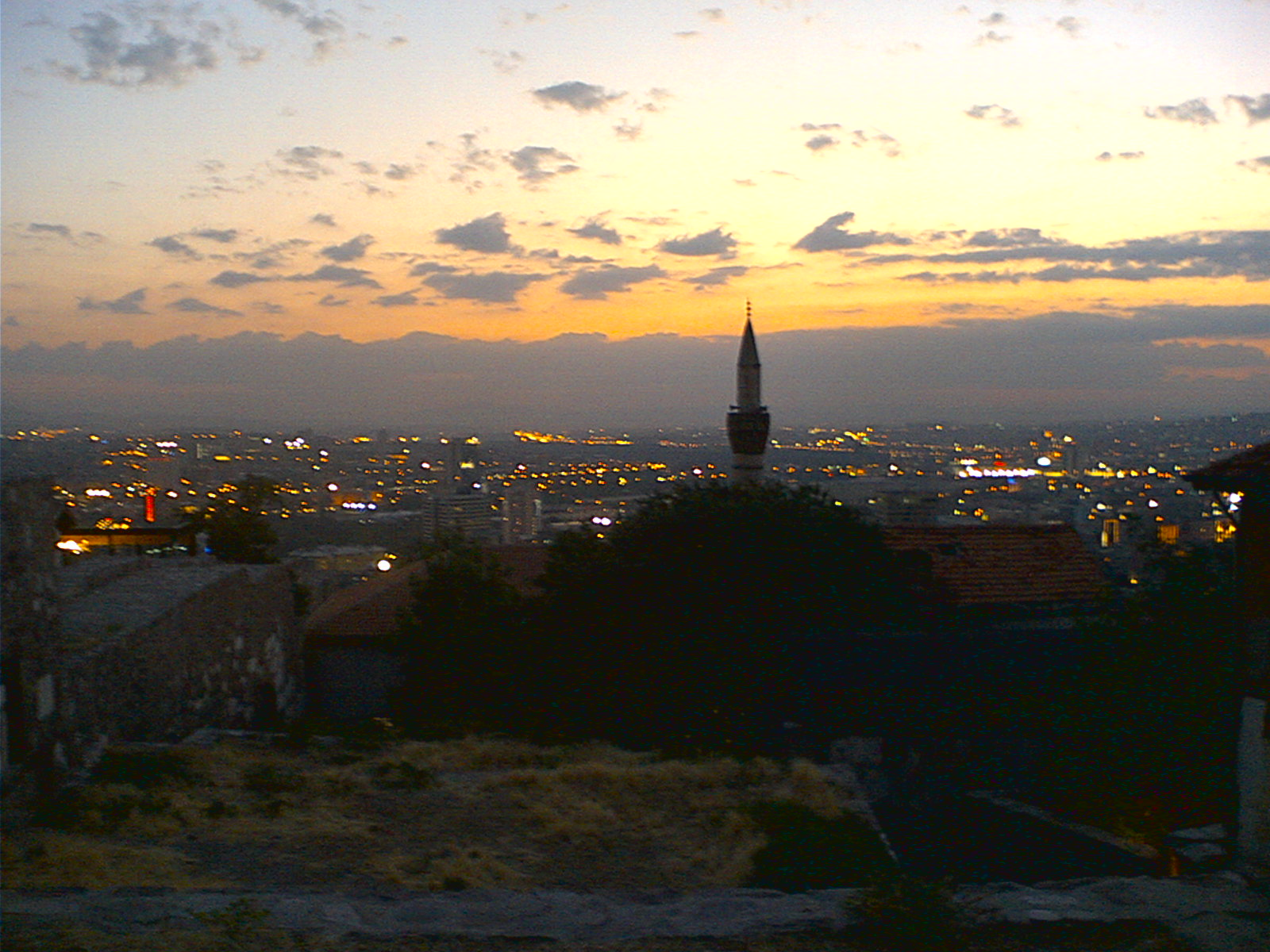
Kilátás az ankarai várból